# Lienardia vadososinuata
Lienardia vadososinuata é uma espécie de gastrópode do gênero Lienardia, pertencente a família Clathurellidae.